# 新居浜市の小学校一覧
新居浜市の小学校一覧（にいはましのしょうがっこういちらん）は、愛媛県新居浜市にある小学校の一覧である。

## 新居浜市の小学校一覧

### 川西地区
- 新居浜市立金子小学校
- 新居浜市立金栄小学校
- 新居浜市立惣開小学校
- 新居浜市立新居浜小学校
- 新居浜市立宮西小学校
- 新居浜市立若宮小学校

### 川東地区
- 新居浜市立浮島小学校
- 新居浜市立神郷小学校
- 新居浜市立高津小学校
- 新居浜市立多喜浜小学校
- 新居浜市立垣生小学校

### 上部地区
- 新居浜市立泉川小学校
- 新居浜市立大生院小学校
- 新居浜市立角野小学校
- 新居浜市立中萩小学校
- 新居浜市立船木小学校

### 別子山地区
- 新居浜市立別子小学校